# Brian Mitsoda
Brian Mitsoda (également appelé B. Mitsoda ou b mitsoda) est un concepteur et scénariste américain de jeux vidéo, connu pour son travail sur le jeu Vampire: The Masquerade - Bloodlines sorti en 2004. Il est le fondateur de DoubleBear Productions et est marié à Annie VanderMeer Mitsoda, scénariste et conceptrice de jeux.

## Carrière
Brian Mitsoda obtient un Bachelor of Arts en anglais à l'université d'État de Floride en 1997, avant de s'installer à Los Angeles pour poursuivre une carrière en tant qu'écrivain pour la télévision et le cinéma. Après avoir joué au jeu Fallout, il est suffisamment inspiré pour contacter le développeur et postuler pour un emploi. Ceci lui permet d'entrer dans l'industrie du jeu vidéo en tant que testeur qualité chez Interplay en 1999,.
Peu de temps après, il est promu concepteur et scénariste chez Black Isle Studios et assume le rôle de scénariste principal pour Black Isle's Torn, un jeu de rôle sur ordinateur utilisant le moteur LithTech de Monolith Productions et une version modifiée du système SPECIAL de Fallout. Cependant, le titre est annulé en juillet 2001.
Au milieu de l'année 2002, Mitsoda rejoint Troika Games, où il conçoit et écrit l'histoire de Vampire: The Masquerade - Bloodlines, qui suscite un accueil très positif pour la qualité de ses personnages, de son écriture et de des doublages (dont il réalise quelques voix). Parmi les personnages pour lesquels Mitsoda écrit et fournit un dialogue sont la goule Romero, le vieil homme Ji Wen Ja, et de nombreuses voix à la radio du jeu.
Après la fermeture de Troika Games, Mitsoda exerce pour Obsidian Entertainment, où il travaille sur un projet de jeu de rôle annulé, baptisé New Jersey, ainsi que sur plusieurs extensions pour Neverwinter Nights 2 et sur Alpha Protocol.
En juin 2009, Mitsoda ouvre un nouveau studio de développement, DoubleBear Productions. Le premier projet est Dead State, un RPG apocalyptique au tour par tour avec des zombies, développé en collaboration avec Iron Tower Studio,,.
Mitsoda est l'auteur d'un livre intitulé One Sentence Stories publié en 2011, un livre humoristique dans lequel les histoires sont racontées en une seule phrase.
En mars 2013, il participe en tant que scénariste au jeu Torment: Tides of Numenéra d'inXile Entertainment.
Mitsoda participe à l'écriture du scénario de Vampire: The Masquerade - Bloodlines 2, jusqu'à son renvoi du projet en août 2020.